# Arne Friedrich
Arne Friedrich ([ˈaɐ̯nə ˈfʁiːdʁɪç]; Bad Oeynhausen, Renania del Norte-Westfalia, Alemania; 29 de mayo de 1979) es un exfutbolista internacional alemán. Jugaba en la posición de defensa y su último equipo fue el Chicago Fire de la MLS de EE. UU. También ejerció como segundo entrenador en la selección alemana sub-18 y fue director deportivo del Hertha BSC desde 2020 a 2022.

## Trayectoria
En 2000, mientras jugaba en la liga regional con el SC Verl, fue descubierto por Hermann Gerland, entrenador del Arminia Bielefeld de la 2. Bundesliga. Gerland le ofreció unirse al equipo azul y Friedrich aceptó, pese a tener también sobre la mesa una oferta del Borussia Mönchengladbach. Sus actuaciones en la zaga del Arminia le valieron ser seleccionado en cinco ocasiones con la selección alemana sub-21.
En febrero de 2002 firmó un contrato con el Hertha de Berlín. Ese mismo mes, en el partido Arminia-Eintracht de Fráncfort, Friedrich se lesionó en el pie derecho, lo que le tuvo de baja cinco meses. Ese sería su último partido con el equipo de Bielefeld.
Con el equipo berlinés ganó la Copa de la Liga de 2002 y la Copa Intertoto de 2006. Friedrich se ganó durante estos años un puesto en la selección nacional absoluta y se convirtió en el capitán del Hertha. Cuando estos descendieron al término de la 1. Bundesliga 2009/10, Friedrich firmó un contrato de tres años con el VfL Wolfsburgo.

## Selección nacional

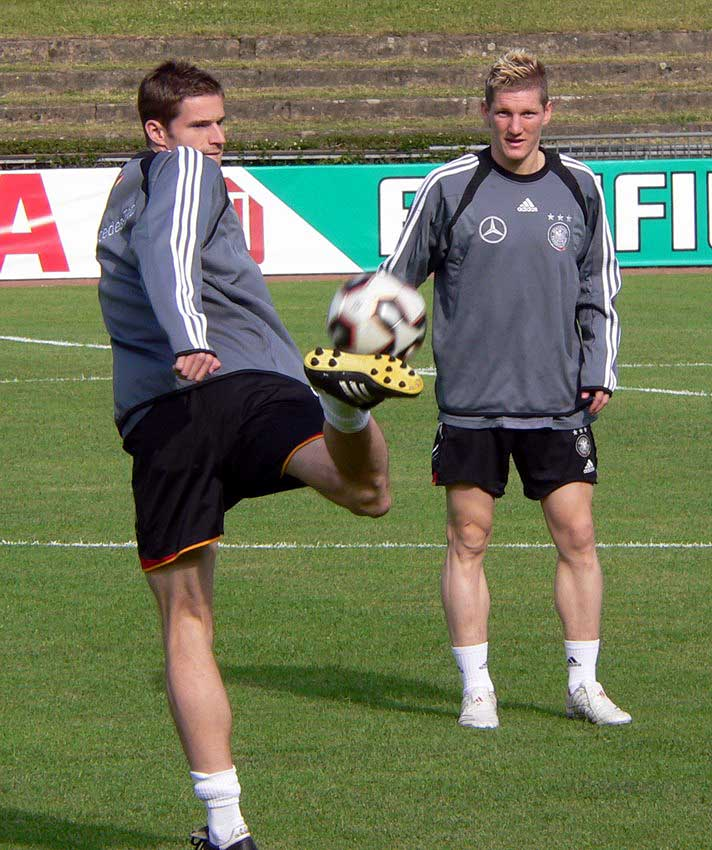
Friedrich (izquierda) con su compañero de selección Bastian Schweinsteiger

Friedrich debutó con Alemania en el partido contra Bulgaria en Sofía de 21 de agosto de 2002 (resultado final 2-2). Ha marcado 2 goles con la selección de Alemania. El 21 de diciembre de 2004, fue el capitán de la selección alemana que goleó 5-1 a Tailandia en Bangkok.
Formó parte de los equipos que disputaron las Copas del Mundo de 2006 y 2010 y la Copa FIFA Confederaciones 2005; en todas ellas Alemania acabó tercera. También fue convocado para jugar las Eurocopas de EURO 2004 y EURO 2008, quedando subcampeones en esta última.
Friedrich representó a su país en 82 ocasiones.

### Participaciones en Copas del Mundo
| Mundial                        | Sede      | Resultado     |
| ------------------------------ | --------- | ------------- |
| Copa Mundial de Fútbol de 2006 | Alemania  | Tercer puesto |
| Copa Mundial de Fútbol de 2010 | Sudáfrica | Tercer puesto |

### Participaciones en Eurocopas
| Eurocopa      | Sede            | Resultado    |
| ------------- | --------------- | ------------ |
| Eurocopa 2004 | Portugal        | Primera fase |
| Eurocopa 2008 | Austria y Suiza | Subcampeón   |

### Participaciones en Copa FIFA Confederaciones
| Copa                      | Sede     | Resultado    |
| ------------------------- | -------- | ------------ |
| Copa Confederaciones 2005 | Alemania | Tercer lugar |

## Estadísticas

### Clubes
La siguiente tabla detalla los encuentros disputados y los goles marcados por Friedrich en los clubes en los que ha militado.
| Arminia Bielefeld · Alemania |                     |     |    |    |    |   |    |    |   |     |     |    |    |
| 1999-00 | 0                   | 0   | 0  | 2  | 0  | 0 | 0  | 0  | 0 | 2   | 0   | 0  |    |
| 2000-01 | 25                  | 1   | 0  | 2  | 0  | 0 | 0  | 0  | 0 | 27  | 1   | 0  |    |
| 2001-02 | 22                  | 0   | 0  | 2  | 0  | 0 | 0  | 0  | 0 | 24  | 0   | 0  |    |
| Total | 47                  | 1   | 0  | 6  | 0  | 0 | 0  | 0  | 0 | 53  | 1   | 0  |    |
| Hertha Berlín · Alemania |                     |     |    |    |    |   |    |    |   |     |     |    |    |
| 2002-03 | 33                  | 5   | 4  | 1  | 0  | 0 | 8  | 0  | 0 | 42  | 5   | 4  |    |
| 2003-04 | 30                  | 2   | 3  | 3  | 1  | 0 | 2  | 0  | 0 | 35  | 3   | 3  |    |
| 2004-05 | 25                  | 3   | 7  | 0  | 0  | 0 | 0  | 0  | 0 | 25  | 3   | 7  |    |
| 2005-06 | 31                  | 1   | 1  | 3  | 1  | 2 | 8  | 0  | 0 | 42  | 2   | 3  |    |
| 2006-07 | 26                  | 2   | 0  | 4  | 0  | 1 | 4  | 0  | 1 | 34  | 2   | 2  |    |
| 2007-08 | 30                  | 0   | 2  | 2  | 0  | 0 | 0  | 0  | 0 | 32  | 0   | 2  |    |
| 2008-09 | 25                  | 0   | 1  | 1  | 0  | 0 | 8  | 0  | 0 | 34  | 0   | 1  |    |
| 2009-10 | 31                  | 1   | 2  | 2  | 0  | 0 | 5  | 0  | 0 | 38  | 1   | 2  |    |
| Total | 231                 | 14  | 20 | 16 | 2  | 3 | 35 | 0  | 1 | 282 | 16  | 24 |    |
| VfL Wolfsburgo · Alemania |                     |     |    |    |    |   |    |    |   |     |     |    |    |
| 2010-11 | 15                  | 0   | 0  | 2  | 0  | 0 | 0  | 0  | 0 | 17  | 0   | 0  |    |
| 2011-12 | 0                   | 0   | 0  | 0  | 0  | 0 | 0  | 0  | 0 | 0   | 0   | 0  |    |
| Total | 15                  | 0   | 0  | 2  | 0  | 0 | 0  | 0  | 0 | 17  | 0   | 0  |    |
| Chicago Fire Estados Unidos |                     |     |    |    |    |   |    |    |   |     |     |    |    |
| 2012 | 23                  | 1   | 0  | 1  | 0  | 0 | 0  | 0  | 0 | 24  | 1   | 0  |    |
| 2013 | 0                   | 0   | 0  | 0  | 0  | 0 | 0  | 0  | 0 | 0   | 0   | 0  |    |
| Total | 23                  | 1   | 0  | 1  | 0  | 0 | 0  | 0  | 0 | 24  | 1   | 0  |    |
| Total en su carrera | Total en su carrera | 316 | 16 | 20 | 25 | 2 | 3  | 35 | 0 | 1   | 376 | 18 | 24 |
| (1) Incluye datos de Copa de Alemania. (2) Incluye datos de Liga Europa de la UEFA y Copa de la UEFA. (3) No incluye goles en partidos amistosos. |                     |     |    |    |    |   |    |    |   |     |     |    |    |

### Selección nacional
La siguiente tabla detalla los encuentros disputados y los goles marcados por Friedrich con la selección alemana.
| Selección | Año   | Amistoso | Amistoso | Amistoso | Clasificación | Clasificación | Clasificación | Eurocopa | Eurocopa | Eurocopa | Copa Mundial | Copa Mundial | Copa Mundial | Copa Confederaciones | Copa Confederaciones | Copa Confederaciones | Total | Total | Total |
| Selección | Año   | PJ       | G        | A        | PJ            | G             | A             | PJ       | G        | A        | PJ           | G            | A            | PJ                   | G                    | A                    | PJ    | G     | A     |
| --------- | ----- | -------- | -------- | -------- | ------------- | ------------- | ------------- | -------- | -------- | -------- | ------------ | ------------ | ------------ | -------------------- | -------------------- | -------------------- | ----- | ----- | ----- |
| Alemania  | 2002  | 3        | 0        | 1        | 1             | 0             | 0             | -        | -        | -        | -            | -            | -            | -                    | -                    | -                    | 4     | 0     | 1     |
| Alemania  | 2003  | 4        | 0        | 0        | 6             | 0             | 0             | -        | -        | -        | -            | -            | -            | -                    | -                    | -                    | 10    | 0     | 0     |
| Alemania  | 2004  | 7        | 0        | 2        | -             | -             | -             | 3        | 0        | 0        | -            | -            | -            | -                    | -                    | -                    | 10    | 0     | 2     |
| Alemania  | 2005  | 5        | 0        | 0        | -             | -             | -             | -        | -        | -        | -            | -            | -            | 3                    | 0                    | 2                    | 8     | 0     | 2     |
| Alemania  | 2006  | 6        | 0        | 0        | 4             | 0             | 0             | -        | -        | -        | 6            | 0            | 0            | -                    | -                    | -                    | 16    | 0     | 0     |
| Alemania  | 2007  | 3        | 0        | 0        | 4             | 0             | 0             | -        | -        | -        | -            | -            | -            | -                    | -                    | -                    | 7     | 0     | 0     |
| Alemania  | 2008  | 3        | 0        | 0        | 2             | 0             | 0             | 4        | 0        | 0        | -            | -            | -            | -                    | -                    | -                    | 9     | 0     | 0     |
| Alemania  | 2009  | 3        | 0        | 0        | 2             | 0             | 0             | -        | -        | -        | -            | -            | -            | -                    | -                    | -                    | 5     | 0     | 0     |
| Alemania  | 2010  | 2        | 0        | 0        | 1             | 0             | 1             | -        | -        | -        | 7            | 1            | 0            | -                    | -                    | -                    | 10    | 1     | 1     |
| Total     | Total | 36       | 0        | 3        | 20            | 0             | 1             | 7        | 0        | 0        | 13           | 1            | 0            | 3                    | 0                    | 2                    | 79    | 1     | 6     |

### Resumen estadístico
| Competición           | Partidos | Goles | Asistencias | Promedio |
| --------------------- | -------- | ----- | ----------- | -------- |
| Liga                  | 316      | 16    | 20          | 0,05     |
| Copas nacionales      | 25       | 2     | 3           | 0,08     |
| Copas internacionales | 35       | 0     | 1           | 0,00     |
| Selección de Alemania | 79       | 1     | 6           | 0,01     |
| Total                 | 455      | 19    | 30          | 0,05     |

## Palmarés

### Campeonatos nacionales
| Título                      | Club       | País     | Año  |
| --------------------------- | ---------- | -------- | ---- |
| Copa de la Liga de Alemania | Hertha BSC | Alemania | 2002 |

### Copas internacionales
| Título         | Club       | País     | Año  |
| -------------- | ---------- | -------- | ---- |
| Copa Intertoto | Hertha BSC | Alemania | 2006 |

(*) Incluyendo la selección